# Por

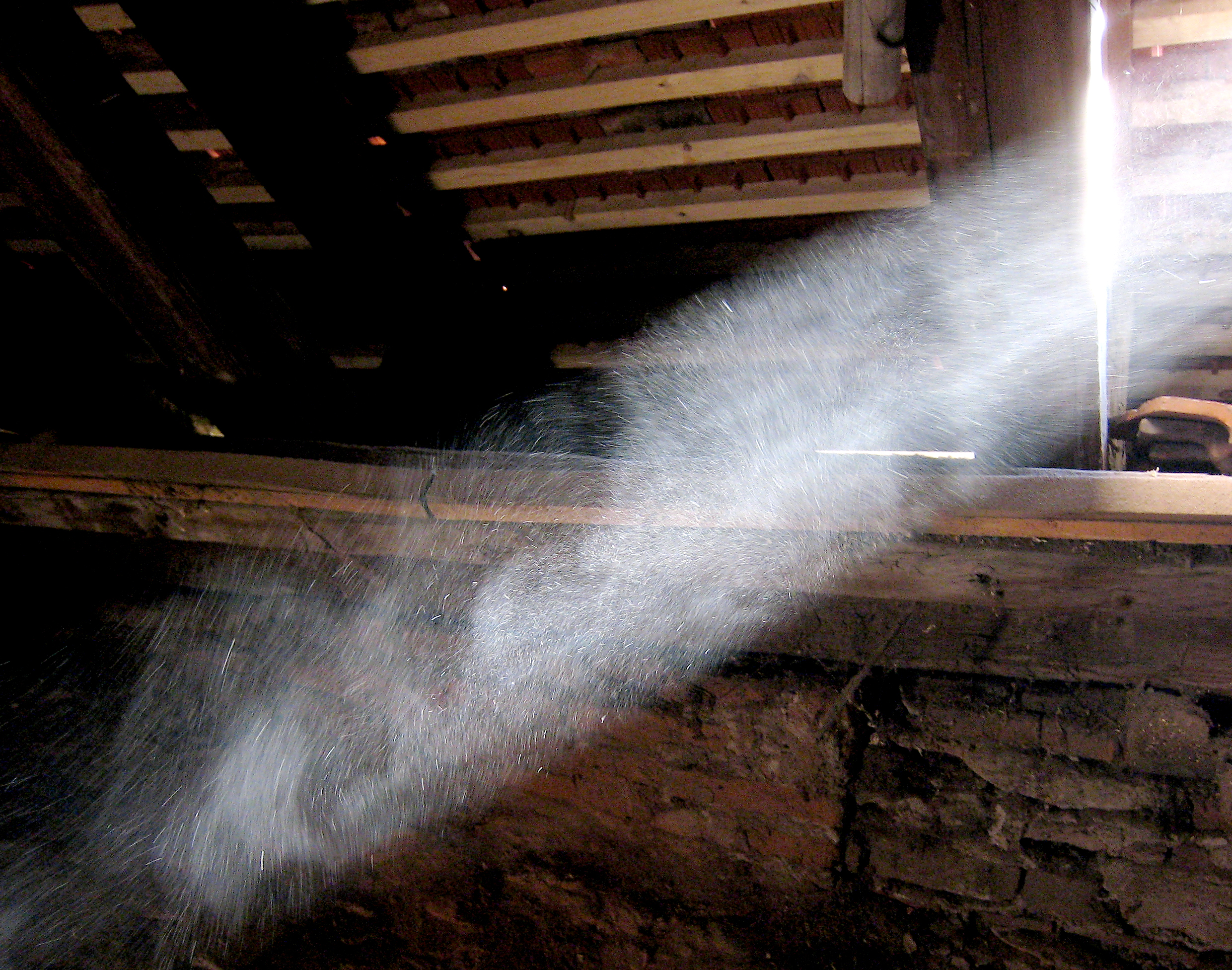
A részecskék láthatóvá válnak a napfényben

A por a légkörben megtalálható, apró szilárd részecskék összessége, amelyek könnyű fajsúlyuk miatt a levegővel keveredve szállnak, aztán szélcsendes helyen lerakódnak a környező tárgyakra vagy a talajra. 
A por alkotóelemei például a textíliákból lefoszlott apró részek, szövetszál végződések, élőlények hámsejtjei, szilárd tárgyakról lemorzsolódott darabok, homokszemcsék, növények elszáradt és szétmorzsolódott darabjai és végül a por lakóinak, a poratkáknak az ürüléke.
A por a részecskeméret vagy portípus alapján csoportosítható. A porrészecskék lehetnek szerves (pollenek, baktériumok, gombaspórák) vagy szervetlen anyagok (kőpor, ásványi rostok). A szerves és szervetlen anyagokból mindenütt jelenlévő por a házipor. 